# 小笠原持長 (信濃小笠原氏)
小笠原 持長（おがさわら もちなが）は、室町時代中期の武将、守護大名。信濃守護。父は小笠原長基の長男小笠原長将、母は側室。子に清宗。信濃府中（現在の長野県松本市）を本拠とした府中小笠原氏の祖。
応永18年（1411年）に幕命により、京極高数に従って飛騨の乱の鎮圧に参加、嘉吉元年（1441年）の結城合戦や赤松満祐の討伐（嘉吉の乱）でも功績を挙げた。応永29年（1422年）9月には将軍足利義持の伊勢神宮参詣に供奉した。

## 内訌
持長は応永3年（1396年）に京都四条の小笠原家屋敷で生まれた。1428年に足利義教が将軍に就任したころに幕府に出仕し、将軍家の奉公衆として仕えた。永享12年（1440年）下総国で結城氏が幕府に対し反乱すると、義教の命を受け関東に出陣した。嘉吉元年（1441年）義教が赤松満祐に暗殺されると、満祐討伐軍の一員となり、軍功をあげたという。しかし父の長将は結城合戦で戦死しており、祖父の死後家督は2人の叔父長秀・政康に移り、嘉吉2年（1442年）の政康の死後は従弟の小笠原宗康に継承された。この状況に不満を抱いた持長は、畠山持国の後ろ盾で家督相続を主張、文安3年（1446年）に実力行使で管領家細川勝元が支持する宗康を討ち取った（漆田原の戦い）。しかし、宗康は事前に弟の光康に家督を譲り、畠山持国と対立する細川持賢および甥の細川勝元も光康を支援したため、家督の奪取はならなかった。持長は府中井川館に留まり、光康派と闘う姿勢を見せた。
宝徳元年（1449年）に諏訪大社が上社と下社に分裂すると騒動に介入、下社を支援している。一方の上社は光康の松尾小笠原家と連合した。同年に細川勝元が管領を辞任、代わって畠山持国が管領に就任すると宝徳3年（1451年）に光康に代わって信濃守護に任命された。しかし、翌享徳元年（1452年）に勝元が管領に再任されると享徳2年（1453年）に守護職を交替させられ光康が守護に再任された。
畠山持国の支援を受けられた背景には持長の母が持国の妾となって息子義就を産んだからとされるが、持長と義就の年齢差が大き過ぎるため近年では否定されている（義就は永享9年（1437年）生まれであり、兄とされる持長とは41歳も差があるため）。
その後も光康と争ったが、信濃守護復帰は叶わず、寛正3年（1462年）に死去、享年67。子の清宗が後を継ぎ、引き続き光康とその子家長と対立した。